# Нямбаярын Тогсцогт
Нямбаярын Тогсцогт (монг. Нямбаярын Төгсцогт, род. 23 июня 1992) — монгольский боксёр. Серебряный призёр Олимпийских игр (2012), серебряный призёр чемпионата мира (2009), бронзовый призёр чемпионата Азии (2009). Чемпион мира в полулёгкой (версия IBO, 2019—н. в.) весовой категории.

## Любительская карьера

### Чемпионат Монголии 2009
Стал чемпионом в 1-й наилегчайшей весовой категории (до 48 кг).

### Чемпионат Азии 2009
Выступал в 1-й наилегчайшей весовой категории (до 48 кг). В четвертьфинале победил казахстанца Биржана Жакыпова. В полуфинале проиграл индийцу Нанао Сингху.

### Чемпионат мира 2009
Выступал в наилегчайшей весовой категории (до 51 кг). В 1/32 финала победил индийца Суранджоя Сингха. В 1/16 финала победил словака Петера Сенки. В 1/8 финала победил ирландца Деклана Герати. В четвертьфинале победил итальянца Винченцо Пикарди. В полуфинале победил россиянина Мишу Алояна. В финале проиграл пуэрториканцу Маквильямсу Арройо.

### Чемпионат Монголии 2010
Выступал в легчайшей весовой категории (до 54 кг). В финале проиграл Энхжаргалу Идэрхуу.

### Азиатские игры 2010
Выступал в наилегчайшей весовой категории (до 52 кг). В 1/16 финала проиграл узбекистанцу Шахриеру Исакову.

### Всемирная серия бокса2010/2011
Выступал в легчайшей весовой категории (до 54 кг) за команду «Baku Fires». 15 января 2011 года победил китайца Хэ Чживэя. Победил казахстанца Миржана Рахимжанова. 26 февраля 2011 года победил южнокорейца Дон Сик Со. В марте 2011 года проиграл казахстанцу Миржану Рахимжанову. Проиграл французу Нордину Убаали.

### Чемпионат Монголии 2011
Стал чемпионом в легчайшей весовой категории (до 56 кг).

### Чемпионат Азии 2011
Выступал в наилегчайшей весовой категории (до 52 кг). В 1/8 финала проиграл индийцу Сантошу Хариджану.

### Чемпионат мира 2011
Выступал в наилегчайшей весовой категории (до 52 кг). В 1/32 финала победил болгарина Стефана Иванова. В 1/16 финала победил индийца Суранджоя Сингха. В 1/8 финала проиграл азербайджанцу Эльвину Мамишзаде.

### Чемпионат Монголии 2012
Стал чемпионом в наилегчайшей весовой категории (до 52 кг).

### Олимпийские игры 2012
Выступал в наилегчайшей весовой категории (до 52 кг). В 1/16 финала победил азербайджанца Эльвина Мамишзаде. В 1/8 финала победил итальянца Винченцо Пикарди. В четвертьфинале победил узбекистанца Жасурбека Латипова. В полуфинале победил россиянина Мишу Алояна. В финале проиграл кубинцу Робейси Рамиресу.

### Чемпионат Монголии 2013
Стал чемпионом в легчайшей весовой категории (до 56 кг).

### Чемпионат мира 2013
Выступал в легчайшей весовой категории (до 56 кг). В 1/8 финала проиграл азербайджанцу Джавиду Челебиеву.

### Чемпионат Монголии 2014
Стал чемпионом в легчайшей весовой категории (до 56 кг).

### Азиатские игры 2014
Выступал в легчайшей весовой категории (до 56 кг). В 1/8 финала победил турменистанца Якуба Мередова. В четвертьфинале проиграл южнокорейцу Хан Сан Мёну.

## Профессиональная карьера
Перешёл в профессиональный бокс. Стал тренироваться у Джо Гуссена. В феврале 2015 года подписал контракт с менеджером Элом Хэймоном.
Дебютировал на профессиональном риге 13 марта 2015 года, одержав победу нокаутом в 1-м раунде.
27 августа 2015 года досрочно победил бывшего претендента на титул чемпиона мира во 2-м наилегчайшем весе мексиканца Артуро Бадильо.
26 мая 2018 года нокаутировал в 3-м раунде бывшего временного чемпиона в двух весовых категориях колумбийца Оскара Эскандона.
26 января 2019 года победил единогласным решением судей, доминиканца Клаудио Марреро, и завоевал первый профессиональный титул и сразу вакантный пояс чемпиона мира по версии IBO.

### Чемпионский бой с Гэри Расселлом-младшим
8 февраля 2020 года встретился с чемпионом мира в полулёгком весе по версии WBC американцем Гэри Расселлом-младшим. Проиграл по очкам.

## Статистика боёв
В таблице перечислены результаты всех поединков боксёров.
В каждой строке указан результат поединка. Дополнительно номер поединка обозначен цветом, который обозначает итог поединка. Расшифровка обозначений и цветов представлена в нижеследующей таблице.
| Пример | Расшифровка                     |
| ------ | ------------------------------- |
|        | Победа                          |
|        | Ничья                           |
|        | Поражение                       |
|        | Планируемый поединок            |
|        | Поединок признан несостоявшимся |
| КО     | Нокаут                          |
| ТКО    | Технический нокаут              |
| PTS    | Решение судей (по очкам)        |
| UD     | Единогласное решение судей      |
| MD     | Решение большинства судей       |
| SD     | Раздельное решение судей        |
| RTD    | Отказ от продолжения боя        |
| DQ     | Дисквалификация                 |
| NC     | Поединок признан несостоявшимся |

| Бой | Дата             | Соперник                      | Место проведения                                       | Результат  | Примечание |
| --- | ---------------- | ----------------------------- | ------------------------------------------------------ | ---------- | --- |
| 13  | 19 сентября 2020 | Кобия Бриди (15-0)            | Мохеган-сан-арена, Анкасвилл, Коннектикут, США         | SD12 (12)  | Элиминатор WBC в полулёгком весе. Бриди в нокдауне в 1-м и во 2-м раундах. Счёт: 114-112, 111-115, 114-113.                                             |
| 12  | 8 февраля 2020   | Гэри Расселл-младший (30-1)   | PPL Center, Аллентаун, Пенсильвания, США               | UD12 (12)  | Бой за титул чемпиона мира в полулёгком весе по версии WBC (5-я защита Расселла). Счёт: 110-118, 112-116, 111-117.                                      |
| 11  | 26 января 2019   | Клаудио Марреро (25-3-0)      | Барклайс-центр, Бруклин, Нью-Йорк, США                 | UD (12)    | Завовевал вакантный титул чемпиона мира по версии IBO. Счёт: 114-113, 115-112, 116-111. С Марреро снято очко за удар после команды судьи в 10-м раунде. |
| 10  | 26 мая 2018      | Оскар Эскандон (25-3-0)       | Beau Rivage, Билокси, Миссисипи, США                   | KO3 (10)   | Эскандон два раза в нокдауне во 2-м и 3-м раундах. |
| 9   | 18 ноября 2017   | Гармонито Дела Торре (19-0-0) | Cosmopolitan of Las Vegas, Лас-Вегас, Невада, США      | UD8 (8)    | Тогсцогт в нокдауне во 2-м раунде. Счёт: 79-73 и 78-73 (дважды).                                                                                        |
| 8   | 25 февраля 2017  | Джон Гемино (15-7-1)          | Legacy Arena, Бирмингем, Алабама, США                  | TKO10 (10) | Гемино четыре раза в нокдауне. |
| 7   | 8 декабря 2016   | Херман Мерас (55-39-1)        | Orange County Fairgrounds, Коста-Меса, Калифорния, США | RTD5 (8)   | |
| 6   | 15 июля 2016     | Рафаэль Васкес (16-2-0)       | Horseshoe Casino, Туника, Миссисипи, США               | TKO1 (10)  | Васкес три раза в нокдауне. |
| 5   | 5 мая 2016       | Хуан Руис (24-20-0)           | Ирвайн, Калифорния, США                                | RTD4 (6)   | |
| 4   | 3 декабря 2015   | Педро Мело (15-11-2)          | The Hangar, Коста-Меса, Калифорния, США                | KO2 (8)    | |
| 3   | 27 августа 2015  | Артуро Бадильо (21-7-0)       | The Hangar, Коста-Меса, Калифорния, США                | RTD3 (8)   | |
| 2   | 18 апреля 2015   | Мануэль Рубалькава (2-12-0)   | StubHub Center, Карсон, Калифорния, США                | KO1 (4)    | Рубалькава в нокдауне. |
| 1   | 13 марта 2015    | Габриэль Брэкстон (2-8-0)     | Citizens Business Bank Arena, Онтэрио, Калифорния, США | KO1 (4)    | |
| Бой | Дата             | Соперник                      | Место проведения                                       | Результат  | Примечание |

## Титулы

### Любительские
- 2009.  Чемпион Монголии в 1-м наилегчайшем весе (до 48 кг).
- 2009.  Бронзовый призёр чемпионата Азии в 1-м наилегчайшем весе (до 48 кг).
- 2009.  Серебряный призёр чемпионата мира в наилегчайшем весе (до 51 кг).
- 2010.  Серебряный призёр чемпионата Монголии в легчайшем весе (до 54 кг).
- 2011.  Чемпион Монголии в легчайшем весе (до 56 кг).
- 2012.  Чемпион Монголии в наилегчайшем весе (до 52 кг).
- 2012.  Серебряный призёр Олимпийских игр в наилегчайшей весе (до 52 кг).
- 2013.  Чемпион Монголии в легчайшем весе (до 56 кг).
- 2014.  Чемпион Монголии в легчайшем весе (до 56 кг).

### Профессиональные
- 2019 — н.в. —  Чемпион мира по версии IBO в полулёгком весе (до 57,2 кг).